# Айрон (округ, Міссурі)
Шаблон:StateAbbr_ 37°33′ пн. ш. 90°46′ зх. д. / 37.55° пн. ш. 90.76° зх. д.
Округ Айрон (англ. Iron County) — округ (графство) у штаті Міссурі, США. Ідентифікатор округу 29093.

## Історія
Округ утворений 1857 року.

## Демографія
За даними перепису
2000 року
загальне населення округу становило 10697 осіб, зокрема міського населення було 2627, а сільського — 8070.
Серед мешканців округу чоловіків було 5206, а жінок — 5491. В окрузі було 4197 домогосподарств, 2962 родин, які мешкали в 4907 будинках.
Середній розмір родини становив 2,94.
Віковий розподіл населення поданий у таблиці:
| Стать    | До 15 років | 15-21 | 22-29 | 30-39 | 40-49 | 50-65 | 65-85 | Понад 85 |
| -------- | ----------- | ----- | ----- | ----- | ----- | ----- | ----- | -------- |
| Чоловіки | 1107        | 552   | 434   | 633   | 793   | 914   | 705   | 68       |
| Жінки    | 1038        | 499   | 454   | 672   | 785   | 989   | 830   | 224      |

## Суміжні округи
- Вашингтон — північ
- Сент-Франсуа — північний схід
- Медісон — схід
- Вейн — південний схід
- Рейнольдс — південний захід
- Дент — захід
- Кроуфорд — північний захід

## Виноски
1. ↑  U.S. Decennial Census. United States Census Bureau. Архів оригіналу за 26 квітня 2015. Процитовано 16 листопада 2014.
2. ↑  Historical Census Browser. University of Virginia Library. Архів оригіналу за 11 серпня 2012. Процитовано 16 листопада 2014.
3. ↑  Population of Counties by Decennial Census: 1900 to 1990. United States Census Bureau. Архів оригіналу за 3 грудня 2014. Процитовано 16 листопада 2014.
4. ↑  Census 2000 PHC-T-4. Ranking Tables for Counties: 1990 and 2000 (PDF). United States Census Bureau. Архів оригіналу (PDF) за 18 грудня 2014. Процитовано 16 листопада 2014.
5. ↑  State & County QuickFacts. United States Census Bureau. Архів оригіналу за 7 червня 2011. Процитовано 9 вересня 2013. [Архівовано 2011-06-07 у Wayback Machine.](англ.) Наведено за англійською вікіпедією.
6. ↑  American FactFinder. Бюро перепису населення США. Архів оригіналу за 26 лютого 2012. Процитовано 31 січня 2008. [Архівовано 2008-05-21 у Wayback Machine.]

| США | Це незавершена стаття з географії США. Ви можете допомогти проєкту, виправивши або дописавши її. |